# Andrea Beltrami
Andrea Beltrami (Omegna, 24 giugno 1870 – Torino, 30 dicembre 1897) è stato un presbitero italiano, Venerabile della Chiesa cattolica dal 1966.
Entrato al collegio salesiano di Lanzo nel 1883, nel 1886 riceve l'abito chiericale da don Bosco a Foglizzo.
In seguito studia al Liceo salesiano Valsalice di Torino (1888-1889), diplomandosi però presso il Liceo Classico Vincenzo Gioberti nella stessa città.
Si iscrive poi alla Facoltà di Lettere e Filosofia dell'Università di Torino.
Contrae la tubercolosi nel 1891, evento che induce Giovanni Cagliero, all'epoca vescovo e poi nominato cardinale da papa Benedetto XV, ad accordargli una dispensa di diciotto mesi riguardo all'età minima per il sacerdozio. Nel 1893 è ordinato sacerdote.
Muore nel 1897, dopo alcuni anni di sofferenze.